# Liste de films caribéens
 (avril 2014).
Si vous disposez d'ouvrages ou d'articles de référence ou si vous connaissez des sites web de qualité traitant du thème abordé ici, merci de compléter l'article en donnant les références utiles à sa vérifiabilité et en les liant à la section « Notes et références ».
Ci-dessous une liste des films produits par le cinéma caribéen et par pays. Cette liste est nécessairement incomplète.

## Antigua-et-Barbuda
| Année | Titre                  | Réalisateur                          | Genre                                 | Notes                                            | Références |
| ----- | ---------------------- | ------------------------------------ | ------------------------------------- | ------------------------------------------------ | ---------- |
| 2001  | The Sweetest Mango     | Howard Allen                         | Comédie romantique                    | Premier film antiguayen                          | [ 2 ]      |
| 2002  | No Seed                | Howard Allen                         | Drame, thriller                       |                                                  | [ 3 ]      |
| 2006  | La diablesse           | Howard Allen                         |                                       |                                                  | [ 4 ]      |
| 2008  | A Fisher's Journey     | Corinne McAfee                       | Documentaire, court métrage           | Premier court métrage et documentaire antiguayen | [ 5 ]      |
| 2009  | Rowing the Atlantic    | J.B. Benna                           | Documentaire, court métrage, aventure |                                                  | [ 6 ]      |
| 2010  | Working Girl           | Nigel Trellis                        | Drame                                 |                                                  | [ 7 ]      |
| 2010  | Memoirs of the Blue    | Luke Hansen-MacDonald                | Drame                                 |                                                  | [ 8 ]      |
| 2010  | Share and Share Alike  | Melissa A. Gomez                     | Documentaire, court métrage           |                                                  | [ 9 ]      |
| 2011  | The Skin               | Howard Allen                         | Horreur, thriller                     |                                                  | [ 10 ]     |
| 2011  | Redemption of Paradise | Noel Howell                          | Action                                |                                                  | [ 11 ]     |
| 2012  | Exposed                | Burke Heffner, Shashi Balooja        | Horreur, thriller                     |                                                  | [ 12 ]     |
| 2012  | Naked Ambition         | Joe Wihl                             | Documentaire, aventure                |                                                  | [ 13 ]     |
| 2012  | Promises of Home       | Stephen F. Kelleher, Steven Kelleher | Court métrage, drame                  |                                                  | [ 14 ]     |
| 2012  | Silent Music           | Melissa A. Gomez                     | Documentaire                          |                                                  | [ 15 ]     |
| 2012  | Rarity to Recovery     | Kevin Collins                        | Court métrage, documentaire, aventure |                                                  | [ 16 ]     |
| ?     | Mama Grace             | ?                                    | ?                                     |                                                  | [ 17 ]     |

## Aruba
- Sabine (1982)
- Dera Gai (1990)
- E Secreto (2002)
- Heb het Lief (2010)
- 10 Ave Maria (2011)
- Awa Brak (2012)
- Siblings (2012)
- Abo So (en) (2013)
- Back of Beyond (2013)
- The Package (2015)
- Alto Vista (2015)
- Siñami Stimabo (2016)
- Libre de Pecado (2016)
- E Yobida di Ayera (2016)
- Natalia (2017)[18]

## Barbade
- 1989 : Agatha Christie's Miss Marple - A Caribbean Mystery
- 1998 : Guttaperc
- 2004 : Chattel House
- 2005 : Shoe, The
- 2006 : Hit for Six
- 2006 : Tek Dem Out
- 2008 : Hush 1
- 2009 : Hush 2
- 2011 : Hush 3
- 2012 : Chrissy
- 2013 : Payday
- 2013 : Keeping up with the Joneses: The Movie

### Films tournés à la Barbade
- 1957 : Island in the Sun, film anglo-américain[19]
- 1974 : Top Secret (The Tamarind Seed), film anglo-américain

## République dominicaine
- 2017 : Cocote (en) de Nelson Carlo de Los Santos Arias
- 2024 : Pepe de Nelson Carlo de Los Santos Arias

## Grenade
- 2006 : Blinded

## Guadeloupe
- 1979 : Coco la Fleur, candidat de Christian Lara
- 1980 : Mamito de Christian Lara[20]
- 1980 : Chap'la de Christian Lara
- 1980 : Vivre libre ou mourir de Christian Lara[21]
- 1983 : Adieu foulards de Christian Lara[22]
- 1998 : Sucre amer de Christian Lara
- 2005 : Nèg Maron de  Jean-Claude Flamand Barny
- 2011 : Le Bonheur d'Elza de Mariette Monpierre
- 2016 : Rose et le Soldat de Jean-Claude Flamand Barny
- 2016 : Le Gang des Antillais de Jean-Claude Flamand Barny

## Jamaïque
- 1972 : Tout, tout de suite

- 2003 : Etu & Nago
- 2011 : Kingston Paradise
- 2011 : Her Spirit Was for Dancing

## Martinique
- 1983 : Rue Cases-Nègres (Black Shack Alley)
- 1992 : La ultima rumba de papa Montero
- 1994 : L'exil du roi Behanzin
- 2000 : Passage du milieu
- 2004 : Biguine
- 2005 : Pleine lune à Volga Plage
- 2006 : Il était une fois... Sasha et Désiré
- 2012 : 30° Couleur

## Trinité-et-Tobago
- 1970 : Caribbean Fox, The
- 1970 : Right and the Wrong, The
- 1974 : Bim
- 1982 : Girl from India
- 1987 : Obeah
- 1989 : Crossing Over
- 1990 : Men of Gray
- 1994 : Innocent Adultery
- 1995 :What My Mother Told Me
- 1996 : Flight of the Ibis
- 1997 : Panman, The
- 2001 : Mystic Masseur, The
- 2002 : Diamonds from the Bantus
- 2004 : Ivan the Terrible
- 2006 : Loss of Innocence, A
- 2006 : Never A Bright Day
- 2006 : SistaGod
- 2013 : God Loves The Fighter
- 2013 : Between Friends
- 2013 : Escape From Babylon[23],[24]
- 2013 : The Cutlass
- 2012 : Little Boy Blue
- 2011 : Dark Tales From Paradise
- 2012 : Buck The Man Spirit
- 2012 : I'm Santana: The Movie
- 2013 : Jab In The Dak
- 2013 : No Bois Man No Fraid
- 2013 : Ten Days of Muharram
- 2013 : A Child of Two Worlds
- 2013 : Home Again